# アクマイザー3
『アクマイザー3』（アクマイザースリー）は、1975年10月7日から1976年6月29日まで、NET（現：テレビ朝日）系で、毎週火曜日19時 - 19時30分に全38話が放送された、NETと東映制作の特撮テレビ番組。および作品内に登場する3人のヒーローのグループ名である。

## 概要
『秘密戦隊ゴレンジャー』の大ヒットを受けて製作された、いわゆる「集団ヒーローもの」のひとつ。『ゴレンジャー』と同じく石ノ森章太郎が原作を担当した。初期は「悪の組織の一員が正義の心に目覚め、かつての仲間と戦う」というストーリーが展開され、主人公ザビタンの苦悩が描かれた。
変身ブームの沈静化を受けて変身しないヒーローとして製作された。ザビタンたちは普段から異形の姿のままで行動しており、その性格描写には通常のヒーロー以上に力が注がれた。ザビタンやイビルの仮面には数種類のタイプの目を用意して、これを付け替えることで感情を表現した。しかし平山亨によると本作品ではザビタンたちに人間性を持たせるための描写に苦労し、「結局、人間の顔を持たないとダメなんです」と述べている。
第2クールからはザビタンたちが強力な魔法力（）を使用するようになり、ザビタンは特定の人間の姿に変身するようになる。一方で着ぐるみキャラクター同士の掛け合いも増え、ストーリーもコメディ色が強くなった。当時は漫画『がきデカ』が人気を博しており、同時期には『ゴレンジャー』もコメディ路線に移行している。
予算面では厳しく、プロデューサーの鈴木が「『仮面ライダー』の半分程度」と証言している。ザビタンたちが異形のままなのも変身前の役者を雇う予算を節約したかったからだそうである。
制作は東映生田スタジオで行われたが、当時『仮面ライダーストロンガー』と『秘密戦隊ゴレンジャー』の制作も行われていたため、スタジオの空きが出ず、夜遅くか早朝にしか撮影ができなかったと鈴木武幸は述べている。
変身前の俳優がいない代わりに声優のキャスティングには拘っているとされ、本作品の登場キャラクターは主に「青二プロダクション」の声優陣が担当した。当時、生田スタジオにはアフレコルームが無く、大映東京撮影所の土間ステージに機材を運び込んでアフレコしていたが、「タバックと違い環境が良くなかった」とザビタン役の井上が語っているように、収録環境は悪く、声優陣が助監督と揉めるといったこともあったため、後にスタジオを借りることになったと鈴木武幸は述べている。
アクマ族などの設定は前年からのオカルトブームの流れを汲むものであり、物語の軸となる「ダウンワールド」は、当時流行していた「地球空洞説」から着想を得たものである。

## ストーリー
地底世界ダウンワールドに住むアクマ族が地上への侵攻を開始した。アクマ族と地球人（地上人）の混血であるザビタンはアクマ族のやり方に反発し彼らに敵対した。それを倒すため送り込まれたイビル、ガブラはザビタンの正々堂々の心意気に引かれ、逆にメザロードの卑怯な振る舞いを見て、ザビタンへの協力を決意。3人はアクマイザー3を結成し、アクマ族の地球（日本）侵攻を阻止すべく立ち上がる。

## 登場キャラクター

### アクマイザー3
アクマ族の中でも平和を愛し、人間に味方するために一族を裏切った三銃士。
ザビタン
アクマ族の父と人間の母を持つ混血児。地上侵略を始めたアクマ族に反感を抱き、ダウンワールドを脱走して人間の味方となり、イビル、ガブラと共にアクマイザー3を結成。リーダーとなる。
一人称は「俺」。正義感あふれる真面目な性格で、仲間を思う気持ちは誰よりも強い。一方で、相手をからかうために魔法力を使うことも多い。3人の中では最も知恵者で、悪側を欺いて危機を脱したことが何度もある。
他種族との混血児ゆえに他のアクマ族にはない多くの能力を持ち、ザラードを縦に構えた「ザビタン一文字構え」から華麗な剣技を繰り出す。大きい耳ゆえに聴力が優れており、視力を失った際には聴力のみで戦った。
頭部に埋め込まれたアクマ回路のため、アクマの紋章を前にすると善と悪の心の葛藤によって頭部に赤い亀裂が走り、激痛に襲われるのが弱点。
サイレーンとは子供のころからの親友で、ザビタンはサイレーンから人間の素晴らしさを教わった。
基本的に無表情だが、戦闘時のみ目に怒りのラインが入る。また、第16話のラストで一度だけ笑顔の表情を見せたことがある。
南雲 健二（）
第17話から登場。魔法力「変わるんだら〜」によって変身するザビタンの人間態。当初は敵に対する変装用だったが、後に人間界での活動用となる。肩書は東都タイムズ所属の記者。
南雲がザビタンだと知っているのはイビル・ガブラ・ダルニアのみで、敵の前で正体を現すことがあったにもかかわらず、島一平ら人間の仲間には秘密のままだった。

イビル
「正義の貴公子」を名乗るアクマイザー3の1人。当初はザビタンを処刑するため、ガブラと共に派遣された精鋭討伐隊だったが、その心意気に惚れ込みアクマ族を裏切る。
口調は古風で、一人称は「拙者」だが、まれに「俺」ということもある。戦闘に勝利した時の決め台詞「どんなもんじゃい！」が印象的。古風でクールかつ戦いを楽しむ好戦的な性格の持ち主。アクマ族に協力した子供に対して冷酷な処罰も辞さなかったが、普段は子供に優しい。
軽快な身のこなしとスピードを活かした、イラードによるアクロバティックな剣術を得意とする。銃の使い手でもあり、ジョーガンの腕前はザビタンも一目置いているほど。
たとえ反射による鏡像であっても自分の姿が二つ存在することが信じられず、鏡や水面といった鏡面の前では動けなくなるのが弱点。また、古風な性格ゆえに上下関係を重んじ、悪と知りつつも師匠であるオオカミーダには逆らうことができなかった。
ダイヤンガー（本名ダイアナ）という恋人がいる。
戦闘時や怒っている時には目が吊り上がり、硬直した際には垂れ下がる。首に赤いマフラーを巻いているが、登場初期とオープニングでは巻いていない。
- 企画書では、「斗いを調子よくスポーツ感覚で楽しんでいるゆえ、アクマの紋章の影響を受けない」とされている。

ガブラ
アクマイザー3の1人で、自称「良い子の味方ガブラちゃん」。イビルと同じくザビタン精鋭討伐隊の一人だったが、ザビタンに助けられたことがきっかけとなりアクマ族を裏切った。
関西弁風の口調で、一人称は「ワイ」。やや知性に欠けており、性格はお人好し。ゆえに敵の策略にはまりやすく、頭が悪いことを口癖のように言うが、学歴は高くアクマ国立大学を出ているらしい。
怪力の持ち主で、ガラードによる剣術よりも豪腕やデンブルを振り回した戦法を得意としている。普段は腕に取り付けられたスプリングによって力を抑えているが、戦闘時には解除する。火に強く水をエネルギー源としているが、半面、腹に穴を空けられると水が漏れて弱体化してしまうのが弱点。そのためか常時「巨大バンソウコウ」を所持している。
イビルとは付き合いが古く、ダイヤンガーとも面識がある。
他の2人とは異なり表情の変化は見られない。
- 企画書では、「鈍感で善の意識がはっきりしないため、アクマの紋章の影響を受けない」とされている。

ガブラッチョ
第25話から登場。魔法力「変わるんだら〜ガブラッチョ」によって変身するダチョウ。自称も「子供の神様」になっている。
足が速くなり、ダチョウでありながら空も飛べる。嘴による攻撃や様々な魔法力を使えるようになり、場合によってはギャリバードより役立った。

### アクマイザー3の協力者
島 一平（）
東都タイムズの新聞記者で、アクマイザー3の理解者の一人。
アグマー程度なら倒すだけの実力はあるものの、少々ドジなところがあり「俺って未熟だなぁ」とよく呟くが、記者としてアクマイザー3の仲間としてその勇敢さは時にアクマ族に目をつけられることもある。結構清潔で短髪にもかかわらず毎日洗髪している。南雲がザビタンの変身であることに最後まで気が付かなかった。
- 演じた千葉治郎は、自ら志願して三枚目を演じたと述べている。

渚 ジュン（）
東都タイムズの女性カメラマン。アクマ族が人間狩りを行った際にザビタンに助けられて以降ザビタンの理解者となり、さらに第10話ではマジョルカの件でダルニアと心を通じ親友となった。第28話以降は登場していない。

島 光彦（）
小学生で、一平の弟。「どうして？」が口癖。ダルニアとは一緒に遊びに行くほど仲がよい。第38話（最終回）で一度だけザビタンが化けたことがある。

有沢 美子（）
第5話から登場する銀座に所在する科学研究所に勤める女性科学者。アクマ族の陰謀を知り、以降はザビタンたちを科学的な側面から支える。第12話を最後に登場していない。

秋田 源作（）
東都タイムズの編集長。「どうして？」を連発する光彦には手を焼いている。
アクマ族や超能力も信じない俗人で、一平やジュンの報告をことごとく無視しているが、よく災難に遭う。部下では唯一、南雲（＝ザビタン）だけを頼りにしている。

白鷺 千代（）
ザビタンの母。メザロードによってザビタンの目の前で殺された。

### アクマ族
メザロード
アクマ族の警備連隊長で、アクマイザー3の仇敵とも言うべき存在。本来はイビルの上官になるはずだった人物。登場回数も多く隊長怪人の作戦に直接指示を与えることも多い。
冷酷かつ残虐の限りを尽くす卑劣漢で、ザビタンの両親や親友サイレーンの命を奪った張本人。この他にもイビルは恋人ダイアナを殺され、ダルニアは姉マジョルカを死に追いやられた。
専用のジャンケルや物体を消滅させる怪光線を放つ指令棒を武器とする。ザビタンを目の敵にしており、常時アクマの紋章を携帯している。自らを「不死身」とうそぶくように、何度倒されてもパワーアップして蘇る悪魔力メザロード再生を持ち、事実上メザロードを倒すのは不可能である。
第37話において、バスカルたちから伝授されたニューライトアタックを使ったアクマイザー3により、岩に閉じ込められ、それに伴い再生能力を無効化され封じられる。
ノッペラー親子やバスカルの父・キリンダー、ナメナメーダが登場した際にも姿を現し、「平和党四人衆」とは浅からず因縁がある。
『S.I.C. HERO SAGA』においては「ザビタンの父・初代ザビタンの幼馴染」という設定が追加されている。

隊長怪人
メザロードの命令の下、兵士アグマーを率いて作戦行動を行なう指揮官たち。
アクマイザー3の魔法力に対してアクマ力（）を使い、大半のメンバーはジャンケルを所持している。隊長の証である角を1つから2つ以上頭部に付けているが、まれに付けていない者もいる（マジョルカなど）。基本的に邪悪な者が大半だが、後述のように平和を望む者や、どこかユーモラスな性格の者も存在する。
アクマイザー3の友人やかつての恋人が送り込まれることもあり、アクマイザー3を精神的に苦しめる。しかし不毛な戦いばかりではなく、後に「平和党四人衆」となったノッペラー・ノッペラーJr.・ナメナメーダもこの戦いで改心した。

ゲベル
第37話・第38話に登場。アクマ族総師団長で、大魔王ガルバーの右腕的存在。
大魔王ガルバーから与えられた「不滅の盾」でアクマイザー3に挑み、これを駆使した「地獄パンチ」が得意技。腰にジャンケルも装備しているが本編では未使用。
大魔王ガルバーは、本作品にはゲベルやメザロードとの会話の声のみでしか登場しないため、ゲベルが本作品におけるアクマイザー3の最大最強の敵となっている。

大魔王ガルバー
第37、38話に声のみ登場。ゲベルとメザロードの陰にいた謎の支配者。
自身の右腕であるゲベルに不滅の盾を与え、その盾に秘められた呪いによってアクマイザー3の魂をカプセルに閉じ込めた。
その存在と正体は続編となる『超神ビビューン』で明らかになる。

兵士アグマー
隊長怪人に率いられるアクマ族の一般兵士。レイピアや二股の槍を武器とする。
第18話以降、頭部の形状が異なりマントを着用したメザロード直属の、第37話からはゲベル直属の親衛隊も登場した。
戦闘要員以外にも、隊長怪人の強化手術などを行う科学者タイプもいる。

#### アクマイザー3の味方および中立的なアクマ族
ダルニア
第2話から登場。ピンクの花吹雪とともに現れる、戦いを見ることを好むアクマ族の花の精。
卑怯な行為を嫌い、度々アクマイザー3の危機を救う。ザビタンに恋心を抱いているが、嫉妬深い一面もみられる。
専用のジャンケルケン銃は電子剣からミサイル銃に変形させることができる。両眼から破壊光線ダルニアビームを放つ他、腰を叩くことで姿を消す能力や敵の武器を消滅させる魔法力も使える。
アクマ族を裏切ってからは人間らしく優しい心を育むようになるが、それと引き換えにダルニアビームが連射できなくなるなど戦闘能力が衰え、次第に非戦闘要員となっていった。諜報活動などでザビタンに協力する。アクマイザー3はその異形の容姿から地上界の人間から恐れられ、そのため公の場では一般の人の目には写らないように活動しているが、彼女だけは何事も無く人間社会で暮らしており、光彦と遊びに出かけても他の人間からも驚かれる描写もない。また光彦と一緒におやつを食べる場面も多い。
マジョルカという姉がいたが、二人に組み込まれていた双生児アクマ回路のために悲しい別れをすることになる。
最終回ではザビタンたちを救うためにゲベルに一騎討ちを挑んだ。

サイレーン
音の特性を持つアクマ族で、ダウンワールド時代からのザビタンの親友。
専用のジャンケルと角型の専用銃が武器で、銃にはサイレンの音色に聞いた者を消し去る効果を与える装置を起動させるプロペラが仕込まれており、それを使用した「サイレーン作戦」を指揮する。
ザビタンに地上人（人間）の素晴らしさを説き、アクマ族の地上侵攻を非難していたが、メザロードにより隊長に任命されアクマイザー3と闘うことになる。最終的にザビタンに味方したために裏切り行為と見なされメザロードに処刑される。サイレーンの墓前にザビタンは形見のジャンケルを供えた。

マジョルカ
第9話・第10話に登場したダルニアの姉。
専用のジャンケルと胸部の機関砲が武器で、人間に化けることができる。得意技は己自身を爆弾にして相手に突進するマジョルカスーパーミサイル。
バケネーゴンを配下に、赤い雨として特殊な液体・A液を降らせ、その後にダムの水にA液と化合して燃焼するB液を流し込む「大東京焦土計画」を指揮する。ダルニアと同じく双生児アクマ回路が組み込まれており、ダルニアと善悪の思考に相違ができると自身が消滅する仕掛けになっていた。最期はザビタンへの恋心と彼に協力したい気持ちが表に出せないことに苦しむダルニアのため、わざとマジョルカスーパーミサイルを敢行し、ザビタンショックを受ける。その後、ダルニアにアクマイザーたちと共に行くように遺言し、ザビタンには「ダルニアをよろしく」と告げて妹を託す。そして自らは双生児アクマ回路とザビタンショックのダメージが重なったことで自爆して果てた。

ダイヤンガー
ダイヤと昆虫の特性を持つアクマ族で、本名はダイアナ。ダウンワールドではイビルとは婚約していた恋人同士で、ガブラとも面識がある。
専用のジャンケルが武器で、得意技は羽根を取り外して爆弾として投げつける「ダイヤンガーウイング」。イビルによれば本来は美しい自然を愛し争いを好まない性格で、イビルとの再会を決意した際にはそのことを恥ずかしげに期待する乙女のような一面を持つが、メザロードの策略で隊長としてアクマイザー3と対峙することになる。必死のザビタンとガブラの説得によりイビルと再会することを決心した。しかし束の間の再会後にメザロードに殺される。

ユキオンナ
ダウンワールドではガブラの幼馴染で愛称は「ユキちゃん」。過去にガブラを騙したり小遣いをせびり取っていた。雪女の特性を持つアクマ族で、体温はマイナス100℃。雪だるまに変化して頭部と胴体を分離し、転がって移動したり、敵に体当たりする。腰に付いた銃で相手を凍らせ、雪だるまに閉じ込める。氷工場を乗っ取り、東京中のガス管に冷気を送り込んで東京を凍てつかせる「東京冷凍作戦」を指揮する。アクマイザー3の旧友たちの中でユキオンナだけは最後まで隊長としての任務を貫き、ガブラの説得に応じることはなかった。ユキオンナの死後にガブラは嗚咽しながら号泣した。

オオカミーダ
狼男と月の特性を持つアクマ族で、顔は三日月型。
イビルの師匠で隊長としてアクマイザー3と対峙する立場となってイビルと再会した。イビルの性格を熟知しているためにそこを突いて罠にかけ、魔法力を封じ込めるアクマ像でザビタンを窮地に追い込んだ。卑劣な罠を仕組んだ師に失望し、最終的にはイビルは師弟関係よりザビタンたちとの友情をとり、泣く泣く打倒した。

キリンダー
麒麟の特性を持つアクマ族。元々は「幻の大剣士」の異名を取る腕利きのアクマ族であったが、争いを嫌い地上で屋台のタコ焼き屋を営み孫娘のキリ子とひっそりと暮らしていた。人間に化けることも可能で普段は「阿久 リン平（）」という老人の姿をしている。
飄々とした態度でメザロードからの要請も受け流していたが、孫の命を盾に取られアクマイザー3と対峙させられることになる。戦闘能力は非常に高く人間態のままでもアグマーの群れを圧倒したほか、アクマイザー3との対戦ではジャンケル二刀流で3人と互角以上に戦っただけでなく、魔法陣アタックの直撃にも耐えるほどの防御力も見せる。最終的にはキリ子をアクマイザー3に救出され和解し、4人でメザロードたちを撃退。孫とともに平穏な暮らしに戻っていった。

バゴダ
ダウンワールドの大臣で、マジョルカ・ダルニア姉妹の父。病身のためダウンワールドから動けず、使者として遣わしたカラスに声を写す形でのみ登場する。
アクマイザー3にゲベル打倒のため「アクマイザーアタック」の使用を要請する（これを使うことは死にも等しいことと承知していた）。
- 石森章太郎によるラフデザインが存在したが、着ぐるみは製作されなかった。

#### 平和党四人衆
アクマ族でありながら平和を望む4人。バスカル以外の3人は、一度はアクマイザー3と対戦した。彼らの活躍によってダウンワールドの地上界侵略の気運は抑えられ、地上侵略の意志を持つ悪の勢力はゲベルとメザロードの部隊のみとなった。
ノッペラーJr.以外の3人は、ゲベルにアクマイザーアタックを仕掛けるも、魔法陣の組み立て方を間違えたためにゲベルに跳ね返され爆死するが、そのことがアクマイザー3にアクマイザーアタックを成立させるヒントを与えた。
バスカル
平和党委員長で、キリンダーの息子。
- 脚本や、デザイン画の書き込みに「Jrキリンダー」とある。

ノッペラー
地上を水没させる日本沈没作戦のため、ある村の水脈とダウンワールドの水脈とをつなげたが、善悪の区別がつかない性格のため村の水不足を補うためにその方法を本気で探した結果、メザロードの叱責を受けた。
頭の回転が悪く、混乱すると暴れたくなる性質。息子のノッペラーJr.に対しては度を越した親馬鹿ではあるが、訪れた村人に対して悪事を働かないなど本質的に悪人ではない。
ノリと勢いで行動する性格であり、ザビタンが化けたメザロードの指示を勘違いして自分から水脈を塞ぐ。そのためザビタンから礼を言われ、その光景を見たノッペラーJr.からは「（自分が勝てなかった存在である）ザビタンに頭を下げさせた」と解釈される結果となった。
かつてダルニアにラブレターを渡したことがあるためダルニアに弱い。またメザロードとは同じ小学校出身で、メザロードから「定年までヒラの隊長止まりだ！」と罵られたり出世の差を気にしたりしている。最後に別の水脈を掘り当てて村の水不足を救い、村人たちの感謝を受けつつ息子と共にダウンワールドへ帰還した。
また物語終盤では「Jr.は強い子（だから自分がいなくなっても大丈夫）だ」と言い残し、命懸けの戦いに赴く。
鋭い爪のある人間の手の形をした頭部に一つ目という容姿で、Jr.はそれを縮小したような容姿である。
ノッペラーJr.
ノッペラーの息子。父に溺愛され、父が支配した村でやりたい放題にあった。しかしダウンワールドに帰る際は、自分の力で仲間を見つけると話す。
ノッペラーJr.のみジャンケルを装備していない。
ナメナメーダ
舐めた相手を馬鹿に変える「日本お馬鹿ちゃん作戦」を展開していたが、ダルニアに一目惚れして改心する。嫉妬心からザビタンの命を狙うも、メザロードに処刑されるところを助けられ、ダウンワールドでのアクマイザー3への賛同者を増やすことを誓って帰っていった。
気は弱いがザビタンを「悪魔力・舌縛り」で敗北寸前に追い込み、一平にも「あんな顔だが、恐ろしい奴だ」と言わしめた。ほかにも、銃や「悪魔力・二枚舌」を使う。
鬼や雷神を彷彿させる一本角であり、胸部にも口があるのが特徴。

## アクマイザー3の技・戦力

### ザビタンの武器・技
ザラード
ザビタン専用のジャンケル。
ザビタンショック
ザラードを敵に投げ付けてぶつける必殺技。
ザビタンノヴァ
両肩に装着する小型ミサイルポッド。普段はベルト脇に装着されている。
ザビタンの持つ最大の武器で、アクマ族のアジトや戦車を破壊するほどの威力を持つ。
変わるんだら〜
自身の姿を変える魔法力。元の姿に戻る際には戻るんだら〜を使用する。
人間に変身する際、当初は一平の姿を借りていたが、第17話から南雲 健二（）というオリジナルの姿となる。それ以外にも他のアクマ族・人間の女性や子供に化けることも可能だが、南雲以外の人間の姿では耳にピアスが付く。
作るんだら〜
ある物質を材料にして、別の物質を生成する魔法力。食物や生物を生成することもできる。
消えるんだら〜
自身の体を透明化させる魔法力。
まねるんだら〜
人や物を自分に化けさせたり、相手に催眠術を掛ける魔法力。催眠術は主に一平がかけられる。
動くんだら〜
指を向けた物体を自在に動かす、念力のような魔法力。
落ちるんだら～
物体を消滅させ、乗っている相手を地面に落下させる魔法力。

### イビルの武器・技
イラード
イビル専用のジャンケル。状況に応じてジャンケルとジョーガンの形態を自由に変化させることが可能。
ジョーガン
破壊光弾を連射できる2連装の電子銃。イビル自身の射撃能力と相まって命中率も高い。
フライヤー
蝙蝠を模した小型飛行偵察メカ。普段はベルトのバックルになっている。
イビルフィニッシュ
空中で体にひねりを加え、着地と同時に敵をイラードで突き刺す必殺技。
回転撃ち（）
跳躍してから着地しざまに一回転しながらジョーガンを乱射する。
空中斬り（）
ジャンプしてからイラードで相手を斬りつける。
背面撃ち（）
跳躍して一度背面を見せた後、ジョーガンで相手を射撃する。
変わるんだら〜イビルッチョ
無生物（主に道具）に変身する魔法力。変身した物には、イビルの目と側頭部の蝙蝠の翼状の飾りが付く。
劇中ではコップ・バケツ・提灯・巨大扇風機・シーソー・杖・消火器に変身した。

### ガブラの武器・技
ガラード
ガブラ専用のジャンケル。
デンブル
鎖鉄球としても使用できる、ガブラ愛用の棍棒（モーニングスター）。
ガブラアトミック・デンブルアトミック
鎖鉄球のデンブルを振り回し、敵をなぎ倒す必殺技。
アグマーの「かまいたち戦法」を破るために編み出した、かまいたち戦法破りという変則技もある（第17話）。
変わるんだら〜ガブラッチョ
ガブラッチョに変身する魔法力。
ガブラッチョの周りで踊るんだら〜・ダチョウの湖まねるんだら〜
ガブラッチョの姿で使用する魔法力。音楽に合わせて敵を踊らせる。
ダチョウの湖攻め
ガブラッチョの姿で使用する魔法力。音楽に合わせて踊るように敵を高速で攻撃する。
大きくな～れ
第36話で使用した魔法力。ガマーダの悪魔力で縮小された自身の体を元の大きさに戻した。

### 合体技
ジャンケルクロス
ザラード、イラード、ガラードの三本のジャンケルをクロスさせ、「唸れジャンケル! 我らアクマイザー3!!」と名乗りを上げる。これを行うことで、各々の力を3倍に上げることができる。
魔法陣アタック
最も多用された必殺技。「アームクロス!」の掛け声で、イビルとガブラが腕を組んで足場を形成。それを利用して、ザビタンが「ホップ! ステップ! ジャンプ!」を掛け声に三段跳びで敵に飛び込み、ザラードで攻撃する。当初は剣先を敵に突き刺していたが、後に柄（護拳）で殴りつける方法に変わる。
変則技も多くあり、ザラードを使わずに敵の首を股の間に挟み、回転して投げ飛ばすことも多い。
魔法陣ドリルアタック
魔法陣アタックの変則技の1つで、ザビタンがドリルのように回転しながら攻撃する。ゴルゴン戦で使用し、弱点である右手の蛇を攻撃して倒した。
魔法陣アタックドリルミサイル
魔法陣アタックの変則技の1つ。アクマ族 実力ナンバー1と言われるキリンダーにダメージを与えた。
魔法陣アタックドリームアタック
魔法陣アタックの変則技の1つ。ガマーダを倒した。
スリーキック
単一目標に向かって、3人のキックを叩き込む必殺技。一旦はメザロードを倒したが、メザロードの持つ再生能力により復活される。
X攻撃（）
イビルとガブラがザビタンの前を交差しながらジャンプして、ザビタンがその交差点から、ザラードで相手を斬り付ける。
シーソー斬り（）
イビルが変身したシーソーの端にザビタンが乗り、ガブラが反対側に飛び乗ることで空中に射出されたザビタンがザラードで相手に斬りかかる。
ニューライトアタック
メザロードを倒すために、平和党四人衆から伝授された魔法陣アタックの強化版。使用すると極限まで体力を消耗させる。
跳び上がったイビルとガブラが横並びになって腕を組んで足場を形成。それを利用して、ザビタンが敵に飛び込み、ザラードで敵を殴りつける。メザロードを岩に封じて行動不能にしたが、不滅の盾を持つゲベルには弾き返される。
アクマイザーアタック
最終話で、ダルニアの父から伝授され特訓の末に編み出した、捨て身の最終必殺技。3人がフォーメーションを組んで、△ → ○ → ▽の順に六芒星を描き、その後に中心に集まった3人が揃い、ジャンプして肩車を組みながら特攻を掛ける。使用すれば、その成就に関係なく、自らを死に至らしめる。不滅の盾を破り、ゲベルを倒したが代償として、アクマイザー3も爆死した。ノッペラーJr.以外の平和党四人衆もこの技を使用したが、▽を組み立てなかったがために不発に終わった。

### メカニック
ザイダベック号
元々はアクマ族が所持していた地上進出のための空中戦艦。普段は幽霊船の姿で、メザロードが地上侵略第1号作戦で人間をさらうのに使用していた。第1話で裏切ったガブラが奪取しアクマイザー3の主力移動メカとなる。
「幽霊船から、ザイダベック号にチェンジ!」の合図でずんぐりした怪魚のような形態に変わる。東京・南極間を数分で往復可能。タキオンエンジンが動力で内部にギャリバーを修理する格納庫があり、一平宅以外でのアクマイザー3の住居となっている。何でも知っているコンピュータが設置されており、目的地を設定することで自動操縦でたどり着く。煙幕装置・ゴールデンアームなどを装備。基本的にザビタンが操縦するがイビル・ダルニアも操縦可。
第37話でゲベルにより奪還されたが、直後に登場した「平和党四人衆」によって再びアクマイザー3の手に戻る。
テール部分が赤と白の縞模様、それ以外の部分は青地に白の星（星条旗と同じ）。

ギャリバー
ザイダベック号に格納された、潮汐エンジンを動力源とするアクマイザー3専用の3台のオートバイ。
主に偵察用に使用され、それぞれザビタンがギャリバーA、イビルがギャリバーB、ガブラがギャリバーCに乗車する。
ギャリバード
「トライキャッチ!」の掛け声によって、3台のギャリバーが合体した両サイドカー。中核をギャリバーA、左サイドをギャリバーB、右サイドをギャリバーCが構成する。
走行速度が強化された他、両翼下部の武装ギャリバーキャノンによる砲撃が可能となる。サイドに乗り込むイビルとガブラはうつぶせになって乗車する。

## アクマ族の戦力
アクマ族戦車
アクマ族の怪兵器。劇中では単に戦車と呼ばれている。主砲からのジェット噴射によって飛行も可能。
不滅の盾
アクマ族に伝わる最強の武器で、大魔王ガルバー曰く「王者の盾」。単に攻撃から身を防ぐだけでなく、様々な悪魔力を発揮する。
不滅の盾には大魔王ガルバーの呪いが掛けられており、盾を破った者はその魂をカプセルに封じられ永遠に葬られる。

## 用語
アクマ族
およそ2万年前、一部の人類は悪化していた地球環境から身を守るために地球内部の空洞の地底に移住して生活するようになった。これらの人々は人類とは異なる進化を遂げ、地底下の苛酷な環境に適応するために自らの身体を改造してサイボーグとなり、数々の特殊能力を身につけた。地底生活に順応するための度重なる改造で人間とは似ても似つかない容姿に変貌した彼らは、その姿を見た地上の者からは悪魔と恐れられ、自らも「アクマ族」と名乗るようになる。
「強き者が生き、弱い者は死ぬ」という弱肉強食の考えのもと、古来より地上の人間をさらっては、強い者は奴隷に、弱い者は赤い血のワインの材料としてきた。やがて、ダウンワールドが住み難くなったため、地上への侵略を開始する。
機械的サイボーグが薬草を塗りつけることで傷が治ったり、人力で動かすコンピューターが登場するなど、科学と魔法が混合したような文化を持つ。
ダウンワールド
アクマ族が暮らす地底の国。地上と繋がる穴が北極に存在する。
ジャンケル
アクマイザー3を含むアクマ族の戦士が所有する細身のサーベル。アクマイザー3所有の物にはそれぞれに名前があり、デザインも異なる。
双生児アクマ回路（）
メザロードが発明した、ダルニアとマジョルカの頭脳に組み込まれたアクマ回路。どちらかがアクマ族を裏切ると、もう一方の体が爆発する仕掛けになっている。

## キャスト
- 島一平 - 千葉治郎
- 南雲健二 - 滝沢双
- 渚ジュン - 早田みゆき
- 島光彦 - 小塙謙二
- 秋田源作 - 岩城和男
- 有沢美子 - 吉田真野子

### 声の出演
- ザビタン - 井上真樹夫
- イビル - 矢田耕司[注釈 13]
- ガブラ - 八奈見乗児[注釈 14]
- ダルニア - 吉田理保子
- メザロード - 辻村真人[19][注釈 15]
- バスカル - 神谷明[16][注釈 15]
- バゴダ - 大平透[20][注釈 15]
- ナレーター - 田中信夫

### スーツアクター
- ザビタン - 高橋利道[21]、春田三三夫[22]、岡本美登（後半）[23][24]
- イビル[21] - 益田哲夫
- ガブラ - 竹下誠治[21]、吉田昌雄[21]
- ダルニア[25] - 日高ゆり
- 兵士アグマー - 喜多川務[26]、村上潤[27]
- 山岡淳二、高橋健二、井上誠吾 ほか（JAC）[19]

## スタッフ
- 原作 - 石森章太郎
- プロデューサー - 宮崎慎一、後藤武彦（NET）、平山亨、鈴木武幸
- 脚本 - 長坂秀佳、伊上勝、久保田圭司、赤石冬彦、田口成光
- 監督 - 奥中惇夫、加島昭、佐伯孚治、折田至、田口勝彦、内田一作
- 音楽 - 渡辺宙明
- 音楽制作 - あんだんて
- 技斗 - 金田治
- 撮影 - 古市勝嗣、山沢義一、高梨昇
- 照明 - 吉野典明、安藤真之助、銀屋謙蔵、上田真示
- 美術 - 前沢範、阿部三郎、島田定信
- 仕上制作 - 映広音響
- 録音 - 太田克己
- 編集 - 菅野順吉
- 効果 - 平田靖
- 選曲 - 村田好次
- 助監督 - 福島孔道、真川敏夫、松本喜隆、小林俊夫
- 記録 - 山田光枝、久保田民子、徳永絵里子、広川貴美子、堀よし子
- 装置 - 阿部幸夫
- 進行主任 - 伊藤隆造、小迫進、莟宣次、工藤孝行
- 制作担当 - 佐久間正光、平山公夫
- トランポリン - ジャパンアクションクラブ
- 衣裳 - 東京衣裳
- 現像 - 東映化学
- 特撮 - 特撮研究所、大澤哲三、日出明義
- オートバイ協力 - スズキ自動車
- オートバイアクション - 室町健三、熊沢敏明
- キャラクター制作 - エキス・プロダクション
- 制作協力 - 東映エージエンシー
- 制作 - NET、東映

## 音楽
渡辺宙明がBGMおよび主題歌・挿入歌を作・編曲した。
挿入歌の初出は「最新テレビまんが人気者（アイドル）デラックス」というLPレコード（CW-7051、日本コロムビアより1976年3月発売）である。同LPには本作品と『UFOロボ グレンダイザー』から各7曲（OP＋ED＋新録音の挿入歌5曲）、合計14曲が収録された。その後、「アイドルデラックス」は2 - 4作品の主題歌・挿入歌集（14 - 16曲収録）としてシリーズ化された。

### 主題歌
オープニングテーマ - 「勝利だ!アクマイザー3」
作詞 - 石森章太郎 / 作曲・編曲 - 渡辺宙明 / 歌 - 水木一郎、こおろぎ'73
第3 - 5、7、10、11、13 - 21、24、28、30、31、33、35、37、38話では挿入歌として使用された。
第3話からアクマイザー3がジャンケルを合わせる場面にキャラ名テロップが添えられる。その直後のタイトル部にアクマイザー3の声で「アクマイザー、スリー!!」とタイトルコールが入る。 第5話からのタイトルコールは水木一郎。

エンディングテーマ - 「すすめ!ザイダベック」
作詞 - 八手三郎 / 作曲・編曲 - 渡辺宙明 / 歌 - 水木一郎、こおろぎ'73
第1 - 3、5、6、8 - 10、12、18、27、38話では挿入歌として使用された。

### 挿入歌・イメージソング
「無敵のジャンケル」（第36話）
作詞 - 八手三郎 / 作曲・編曲 - 渡辺宙明 / 歌 - 水木一郎、こおろぎ'73
第23、25、29、31 - 34話ではインスト版が使用された。
「進めギャリバード」
作詞 - 石森章太郎 / 作曲・編曲 - 渡辺宙明 / 歌 - 水木一郎、コロムビアゆりかご会
- 前奏部分が後に「時空戦士スピルバン」でBGMとして流用された。

「ぼくらのザビタン」
作詞 - 赤井圭 / 作曲・編曲 - 渡辺宙明 / 歌 - 水木一郎、コロムビアゆりかご会
「せっしゃとワイの技くらべ」
作詞 - 八手三郎 / 作曲・編曲 - 渡辺宙明 / 歌 - 水木一郎、こおろぎ'73
「五つの謎のアクマイザー」
作詞 - 八手三郎 / 作曲・編曲 - 渡辺宙明 / 歌 - コロムビアゆりかご会

## 放送リスト
参照宇宙船SPECIAL 1998, p. 213
| 放映日         | 話数                                    | サブタイトル                            | 登場怪人                                                        | 脚本                                    | 監督                                    |
| -------------- | --------------------------------------- | --------------------------------------- | --------------------------------------------------------------- | --------------------------------------- | --------------------------------------- |
| 1975年 10月7日 | 1                                       | なぜだ?! ザビタンの反逆！               | - メザロード                                                    | 長坂秀佳                                | 奥中惇夫                                |
| 10月14日       | 2                                       | なぜ死んだ?! ザビタンの母               | - 鉄面鬼（声 - 山田俊司）                                       | 長坂秀佳                                | 奥中惇夫                                |
| 10月21日       | 3                                       | なぜだ?! ガブラが消えた                 | - アカニーダ（声 - 依田英助） - アオニーダ（声 - 渡部猛）       | 長坂秀佳                                | 田口勝彦                                |
| 10月28日       | 4                                       | なぜだ?! イビルの裏切り                 | - アカニーダ（声 - 依田英助） - アオニーダ（声 - 渡部猛）       | 長坂秀佳                                | 田口勝彦                                |
| 11月4日        | 5                                       | なぜだ?! 闘わぬザビタン                 | - サイレーン（声 - 飯塚昭三）                                   | 長坂秀佳                                | 田口勝彦                                |
| 11月11日       | 6                                       | なぜだ?! ガブラの大逆転                 | - カッパード（声 - 和久井節緒）                                 | 長坂秀佳                                | 田口勝彦                                |
| 11月18日       | 7                                       | なぜだ?! 逆襲の零下百度                 | - アイスマン（声 - 丸山詠二）                                   | 久保田圭司                              | 加島昭                                  |
| 11月25日       | 8                                       | なぜだ?! 子供につかまったザビタン       | - ドグラー（声 - 西尾徳）                                       | 久保田圭司                              | 加島昭                                  |
| 12月2日        | 9                                       | なぜだ?! ガブラが敵に                   | - バケネーゴン（声 - 依田英助） - マジョルカ（声 - 山口奈々）   | 長坂秀佳                                | 折田至                                  |
| 12月9日        | 10                                      | なぜだ?! ダルニアの危機                 | - マジョルカ                                                    | 長坂秀佳                                | 折田至                                  |
| 12月16日       | 11                                      | なぜだ?! 子連れイビル                   | - ミイラーゴ（声 - 清川元夢）                                   | 長坂秀佳                                | 奥中惇夫                                |
| 12月23日       | 12                                      | なぜだ?! ザビタン失明                   | - ハンギョラー（声 - 島田彰）                                   | 長坂秀佳                                | 奥中惇夫                                |
| 12月30日       | 13                                      | なぜだ?! ザビタンが化けた？             | - トケイマン（声 - 柴田秀勝）                                   | 長坂秀佳                                | 内田一作                                |
| 1976年 1月6日  | 14                                      | なぜだ?! 一平がふたり？                 | - キングラー（声 - 加藤修）                                     | 長坂秀佳                                | 内田一作                                |
| 1月13日        | 15                                      | なぜだ?! 一平がテングになった           | - テングラー（声 - 池田勝）                                     | 赤石冬彦                                | 奥中惇夫                                |
| 1月20日        | 16                                      | なぜだ?! 赤い傘の秘密                   | - カサドラー（声 - 野島昭生）                                   | 赤石冬彦                                | 奥中惇夫                                |
| 1月27日        | 17                                      | なぜだ?! もう一人のザビタン             | - カマイタチ（声 - 丸山詠二）                                   | 長坂秀佳                                | 加島昭                                  |
| 2月3日         | 18                                      | なぜだ?! 狙われたイビル                 | - ダイヤンガー（声 - つかせのりこ）                             | 長坂秀佳                                | 加島昭                                  |
| 2月10日        | 19                                      | なぜだ?! ザビタン五つの謎               | - ハンニャード（声 - 依田英助）                                 | 長坂秀佳                                | 奥中惇夫                                |
| 2月17日        | 20                                      | なぜだ?! ザビタンの秘密能力             | - ドラキューダ（声 - 寺田誠）                                   | 長坂秀佳                                | 奥中惇夫                                |
| 2月24日        | 21                                      | なぜだ?! 東京がカチンカチン             | - ユキオンナ（声 - 山口奈々）                                   | 赤石冬彦                                | 奥中惇夫                                |
| 3月2日         | 22                                      | なぜだ?! インチキ天才計画               | - ミツメドーサ（人間態 - 大泉滉・声 - 丸山詠二）                | 久保田圭司                              | 内田一作                                |
| 3月9日         | 23                                      | なぜだ?! 魔法力がきかない               | - オオカミーダ（声 - 長谷川弘）                                 | 伊上勝                                  | 内田一作                                |
| 3月16日        | 24                                      | なぜだ?! 親馬鹿ノッペラー               | - ノッペラー（声 - 永井一郎） - ノッペラーJr（声 - 古川さとし） | 長坂秀佳                                | 内田一作                                |
| 3月23日        | 25                                      | なぜだ?! ガブラが鳥になった             | - ドラゴンダー（声 - 潮建志）                                   | 長坂秀佳                                | 奥中惇夫                                |
| 3月30日        | 26                                      | なぜだ?! 踊るガブラッチョ               | - ナマズーン（声 - 槐柳二）                                     | 長坂秀佳                                | 奥中惇夫                                |
| 4月6日         | 27                                      | なぜだ?! ザビタンが吹っ飛んだ           | - フランゲン（声 - 大竹宏）                                     | 伊上勝                                  | 奥中惇夫                                |
| 4月13日        | 28                                      | なぜだ?! 恐怖のテングあやつり           | - オニテング（声 - 加藤修）                                     | 長坂秀佳                                | 内田一作                                |
| 4月20日        | 29                                      | なぜだ?! 裁かれるザビタン               | - コマイヌーン（声 - 野島昭生）                                 | 長坂秀佳                                | 内田一作                                |
| 4月27日        | 30                                      | なぜだ?! 眠る少女の謎                   | - ハリスフィンクス（声 - 山田俊司）                             | 伊上勝                                  | 内田一作                                |
| 5月4日         | 31                                      | なぜだ?! 地獄からの挑戦状               | - ゴルゴン（声 - 増岡弘）                                       | 田口成光                                | 佐伯孚治                                |
| 5月11日        | 14話｢なぜだ?! 一平がふたり？｣を再放映。 | 14話｢なぜだ?! 一平がふたり？｣を再放映。 | 14話｢なぜだ?! 一平がふたり？｣を再放映。                         | 14話｢なぜだ?! 一平がふたり？｣を再放映。 | 14話｢なぜだ?! 一平がふたり？｣を再放映。 |
| 5月18日        | 32                                      | なぜだ?! アクマの逃亡者                 | - キリンダー（人間態および声 - 増田順司）                       | 伊上勝                                  | 佐伯孚治                                |
| 5月25日        | 33                                      | なぜだ?! ザビタン釜ゆで                 | - キツネーン（声 - 山口奈々）                                   | 長坂秀佳                                | 内田一作                                |
| 6月1日         | 34                                      | なぜだ?! 2+3はへのへのもへじ            | - ナメナメーダ（声 - 八代駿）                                   | 長坂秀佳                                | 内田一作                                |
| 6月8日         | 35                                      | なぜだ?! 人間がロボットに               | - ムササビーダ（声 - 大宮悌二）                                 | 伊上勝                                  | 佐伯孚治                                |
| 6月15日        | 36                                      | なぜだ?! のみこまれたガブラッチョ       | - ガマーダ（声 - 作間功）                                       | 長坂秀佳                                | 佐伯孚治                                |
| 6月22日        | 37                                      | なぜだ?! アクマ族総攻撃！               | - ゲベル（声 - 増岡弘） - メザロード - 平和党四人衆             | 長坂秀佳                                | 内田一作                                |
| 6月29日        | 38                                      | なぜだ?! 明日へのカプセル               | - 大魔王ガルバー（声 - 飯塚昭三） - ゲベル - 平和党四人衆       | 長坂秀佳                                | 内田一作                                |

## 放送局
- NETテレビ（現：テレビ朝日）：火曜 19:00 - 19:30
- 北海道テレビ：火曜 19:00 - 19:30[30]
- 秋田放送：月曜 17:00 - 17:30[31]
- 山形テレビ：土曜 18:00 - 18:30[32]
- 東日本放送：火曜 19:00 - 19:30[33]
- 福島中央テレビ：月 - 木曜 16:30 - 17:00[34]
- 新潟放送：水曜 17:30 - 18:00[35]
- テレビ山梨：木曜 18:00 - 18:30[36]
- 長野放送：木曜 17:00 - 17:30[37]
- 名古屋テレビ：火曜 19:00 - 19:30
- 朝日放送：火曜 19:00 - 19:30
- 山陰放送：月曜 18:00 - 18:30[38]
- 広島ホームテレビ：火曜 19:00 - 19:30
- 瀬戸内海放送：火曜 19:00 - 19:30
- テレビ山口：水曜 17:30 - 18:00
- テレビ高知：土曜 10:00 - 10:30[39]
- 九州朝日放送：火曜 19:00 - 19:30
- 鹿児島テレビ：金曜 17:55 - 18:25[40]

## 劇場版
アクマイザー3（1975年12月20日公開）
第1話のブローアップ版。東映まんがまつりの一編として上映されたが、一部地域のみの公開に止められた。同時上映は『アンデルセン物語 マッチ売りの少女』（1968年公開『アンデルセン物語』の改題短縮リバイバル）・『UFOロボ グレンダイザー』・『秘密戦隊ゴレンジャー 青い大要塞』・『がんばれ!!ロボコン ムギョギョ!食いねぇ』の計4本。
DVD「アクマイザー3 Vol.4」の映像特典や、2007年12月7日に発売された「東映特撮ヒーロー THE MOVIE BOX」に収録されている。

## 映像ソフト化
すべて東映ビデオより発売
- ビデオ（VHS、セル・レンタル共通）は傑作選の1巻がリリースされている。
- 1997年4月21日 - 12月12日にかけてLDが発売された[41]。全5巻の各2枚組で各巻8話（Vol.5のみ6話）収録。
- 2005年10月21日 - 2006年1月21日にかけてDVDが発売された。全4巻の各2枚組で各巻10話（Vol.4のみ8話）収録。
- 2008年7月21日発売の「石ノ森章太郎 生誕70周年 DVD-BOX」に第1話が収録されている。

## 漫画版
- 月刊少年マガジン（作画：やまと虹一）1975年10・11月号
- テレビマガジン（作画：土山よしき）1975年11月号 - 1976年6月号
  - 1976年1月号増刊 人気ヒーロージャンボ号（作画：やまと虹一）
  - 1976年4月号増刊 8大ヒーロージャンボ号（作画：成井紀郎）
- たのしい幼稚園（作画：やまと虹一）1975年10月号 - 1976年7月号
- おともだち （作画：細井雄二）1975年11月号 - 1976年7月号
- ディズニーランド（作画：やまと虹一）1975年11月号 - 1976年8月号
- テレビランド（作画：細井雄二）1975年10月号 - 1976年7月号
- 冒険王（作画：山田ゴロ）1975年11月号 - 1976年7月号

## ネット配信
- 2015年4月8日から8月19日まで、YouTubeの「東映特撮 YouTube Official」にて全38話が配信された。